# Jerusalém da Época do Segundo Templo (maquete brasileira)
A Maquete de Jerusalém da Época do Segundo Templo, localizada no Centro Cultural Jerusalém no Rio de Janeiro, representa a cidade sagrada de Jerusalém no ano 70 d.C. e foi inspirada no projeto do arqueólogo Michael Avi-Yonah. Foi inaugurada em maio de 2008, pela Igreja Universal do Reino de Deus.

## Características
A maquete brasileira foi feita com material retirado de blocos de pedra branca trazidos de Jerusalém, possui 730 metros quadrados e mostra detalhes da arquitetura das principais edificações e da topografia da época. A maquete levou oito anos para ser concluída.
Um ponto geográfico importante representado na maquete é o Monte Calvário, onde Jesus Cristo teria sido crucificado.
O cenário da maquete possui ainda um tour virtual, disponibilizado por meio de totens multimídia, recursos audiovisuais, infográficos, fotos e ilustrações com detalhes e curiosidades das principais construções da antiga cidade, além de recursos de luminotécnica, com doze mil LED's que simulam as diferentes fases do dia e da noite.
É a segunda réplica existente no mundo da cidade sagrada. A original foi construída por Michael Avi-Yonah na década de 1960 no Hotel Holyland, em Jerusalém, e transferida para o Museu de Israel em 2006.

## Principais edificações
- Segundo Templo
- Palácio de Herodes
- Fortaleza Antônia
- Anfiteatro de Jerusalém
- Hipódromo de Jerusalém